# Макконнелл (Західна Вірджинія)
Макконнелл (англ. McConnell) — переписна місцевість (CDP) в США, в окрузі Лоґан штату Західна Вірджинія. Населення — 412 особи (2020).

## Географія
Макконнелл розташований за координатами 37°49′44″ пн. ш. 81°57′50″ зх. д. / 37.82889° пн. ш. 81.96389° зх. д. (37.828776, -81.963857).  За даними Бюро перепису населення США в 2010 році переписна місцевість мала площу 0,87 км², з яких 0,81 км² — суходіл та 0,06 км² — водойми.

## Демографія
Згідно з переписом 2010 року, у переписній місцевості мешкало 514 осіб у 230 домогосподарствах у складі 147 родин. Густота населення становила 591 особа/км².  Було 252 помешкання (290/км²).
Расовий склад населення:
| - 96,3 % — білих - 1,8 % — чорних або афроамериканців - 0,2 % — азіатів |

До двох чи більше рас належало 1,4 %. Частка іспаномовних становила 1,6 % від усіх жителів.
За віковим діапазоном населення розподілялося таким чином: 20,4 % — особи молодші 18 років, 59,4 % — особи у віці 18—64 років, 20,2 % — особи у віці 65 років та старші. Медіана віку мешканця становила 45,2 року. На 100 осіб жіночої статі у переписній місцевості припадало 85,6 чоловіків;  на 100 жінок у віці від 18 років та старших — 81,8 чоловіків також старших 18 років.
Середній дохід на одне домашнє господарство  становив 73 984 долари США (медіана — 51 250), а середній дохід на одну сім'ю — 90 516 доларів (медіана — 78 182). За межею бідності перебувало 27,0 % осіб, у тому числі 43,5 % дітей у віці до 18 років та 0,0 % осіб у віці 65 років та старших.
Цивільне працевлаштоване населення становило 203 особи. Основні галузі зайнятості: сільське господарство, лісництво, риболовля — 25,6 %, освіта, охорона здоров'я та соціальна допомога — 22,2 %, роздрібна торгівля — 20,7 %.